# Kompresja (geologia)
Kompresja – w geologii jest to proces ściskania; rodzaj sił zewnętrznych lub naprężeń dążący do zmniejszenia jego wymiaru w kierunku działania tych sił lub naprężeń. Proces ten jest odwrotnym do procesu tensji.